# Entedon albifemur
Entedon albifemur är en stekelart som beskrevs av Kamijo 1988. Entedon albifemur ingår i släktet Entedon och familjen finglanssteklar. Inga underarter finns listade i Catalogue of Life.